# Fekete Miklós (játékvezető)
Fekete Miklós (Budapest, 1944. december 8. – 2018. október 3.) magyar nemzeti labdarúgó-játékvezető, hivatásos katona, főiskolai tanár.

## Pályafutása

### Nemzeti játékvezetés
A játékvezetői vizsga megszerzését követően különböző labdarúgó osztályokban szerezte meg a szükséges tapasztalatokat. Ellenőreinek, sportvezetőinek javaslatára került a országos játékvezetők közé, 1983-ban minősítették NB I-es játékvezetőnek. Gyengébb teljesítmény miatt 1990-ben visszaminősítették NB II-es bírónak. Az NB II-ben játékvezetőként, az NB I-ben partbíróként tevékenykedett. NB I-es mérkőzéseinek száma: 63.
| Időpont              | Helyszín                         | Mérkőzés típusa         | Mérkőzés                           | Eredmény |
| -------------------- | -------------------------------- | ----------------------- | ---------------------------------- | -------- |
| 1983. szeptember 10. | Rohonci úti stadion, Szombathely | első NB I-es mérkőzés   | Szombathelyi Haladás–Diósgyőri VTK | 1 : 0    |
| 1990. május 5.       | Rohonci úti stadion, Szombathely | utolsó NB I-es mérkőzés | Szombathelyi Haladás–Újpest FC     | 1 : 0    |

### Nemzetközi játékvezetés
Több UEFA-kupa, Intertotó Kupa, nemzetek közötti válogatott és klubmérkőzésen volt a működő játékvezető partbírója.

## Sportvezetőként
1993-tól 200-ig a PMLSZ JB elnökeként szolgálta a labdarúgást. Több cikluson keresztül tagja volt a Magyar Labdarúgó-szövetség elnökségének. Az MLSZ JT-JB országos játékvezető ellenőre. 2010-től a Pest Megyei Labdarúgó-szövetség (PMLSZ) ügyvezető elnöke.

## Írásai
Több szakmai dolgozatot készített a játékvezetők szakmai munkájának statisztikai ellenőrzésére.